# Irányítástechnika
Az irányítástechnika az automatika műszaki tudományán belül az önműködő irányítás törvényszerűségeivel és elméletével (irányításelmélet), továbbá ezek gyakorlati megvalósításával foglalkozó villamosmérnöki terület, amely magában foglalja a nyílt rendszerek vezérléstechnikai, a zárt rendszerek szabályozástechnikai ismereteit, valamint a számítógépes folyamatirányítás eljárásainak összességét.